# Show Boat (1936)
Show Boat is een Amerikaanse muziekfilm uit 1936 onder regie van James Whale. Destijds werd de film in Nederland uitgebracht onder de titel Komedianten.

## Verhaal
Magnolia groeit op op de rivierboot van haar vader. Ze maakt er op een avond kennis met de gokker Gaylord Ravenal. Als blijkt dat de steracteurs van de voorstelling afgezegd hebben, nemen Gaylord en zij hun plaats in. Er ontstaat al spoedig een romance tussen hen beiden en ze trouwen. Gaylord heeft echter gokproblemen en Magnolia zal opnieuw op de planken moeten staan.

## Rolverdeling
| Acteur             | Personage           |
| ------------------ | ------------------- |
| Irene Dunne        | Magnolia            |
| Allan Jones        | Gaylord Ravenal     |
| Charles Winninger  | Kapitein Andy Hawks |
| Paul Robeson       | Joe                 |
| Helen Morgan       | Julie               |
| Helen Westley      | Parthy Ann Hawks    |
| Queenie Smith      | Elly May Chipley    |
| Sammy White        | Frank Schultz       |
| Donald Cook        | Steve Baker         |
| Hattie McDaniel    | Queenie             |
| Francis X. Mahoney | Rubber Face         |
| Marilyn Knowlden   | Kim (als kind)      |
| Sunnie O'Dea       | Kim (als tiener)    |
| Arthur Hohl        | Pete                |
| Charles Middleton  | Vallon              |